# Ramón Calderé
Ramón María Calderé del Rey (* 16. Januar 1959 in Vila-rodona, Spanien) ist ein spanischer Fußballtrainer und ehemaliger Fußballspieler.

## Karriere

### Verein
Calderé wurde in der Jugend des FC Barcelona ausgebildet. 1977 rückte er in den Seniorenbereich auf, wo er zunächst in der Reservemannschaft des Klubs für den FC Barcelona Atlètic spielte. Zwischen 1979 und 1981 wurde er dreimal verliehen. 1980 bestritt er für Real Valladolid sein erstes Spiel in der Primera División. 1984 rückte er in den Kader der ersten Mannschaft des FC Barcelona auf, mit dem er in der Saison 1984/85 die spanische Meisterschaft gewann. Es folgte der Gewinn der Copa de la Liga 1986, bei der er in den Finalspielen jedoch nicht eingesetzt wurde. In derselben Saison stand er im Finale der Copa del Rey 1986, das mit 0:1 gegen Real Saragossa verloren wurde. Zwei Jahre später gewann er mit seinem Klub die Copa del Rey durch ein 1:0 im Finale gegen Real Sociedad. In diesem Spiel wurde Calderé in der 56. Spielminute beim Stand von 0:0 für Víctor Muñoz eingewechselt. Zur Saison 1988/89 wechselte er zum Ligakonkurrenten Real Betis, mit dem er am Saisonende in die Segunda División abstieg. Nach dem unmittelbaren Wiederaufstieg in die Primera División schloss sich Calderé dem Drittligisten UE Sant Andreu aus Barcelona an. 1992 qualifizierte er sich mit seinem Team für die Play-offs um den Aufstieg in die Segunda División, der um einen Punkt verpasst wurde. Auch in der folgenden Saison gelang die Play-off-Qualifikation. Sant Andreu verpasste den Aufstieg mit nur einem Punkt aus sechs Spielen deutlich, und Calderé beendete seine aktive Laufbahn als Spieler.

### Nationalmannschaft
Calderé wurde 1986 mit der spanischen U-21-Nationalmannschaft Europameister. Beim 1:2 im Hinspiel des Finales gegen Italien erzielte er die zwischenzeitliche Führung seiner Mannschaft. Im Rückspiel, das die Spanier mit demselben Ergebnis für sich entscheiden konnten, stand Calderé nicht im Aufgebot. Aufgrund des Gleichstands nach zwei Spielen fiel die Entscheidung nach Elfmeterschießen, das Spanien mit 3:0 gewann.
Sein Debüt in der spanischen A-Nationalmannschaft hatte Calderé bereits am 30. April 1985 beim 0:3 im Auftaktspiel zur Qualifikation für die Weltmeisterschaft 1986 gegen Wales gegeben. Trotz der Niederlage qualifizierte sich Spanien für die Weltmeisterschaft in Mexiko. Calderé wurde von Nationaltrainer Miguel Muñoz in den spanischen Kader berufen. Nachdem Calderé beim 0:1 im ersten Gruppenspiel gegen Brasilien nicht zum Einsatz gekommen war, wurde er im zweiten Spiel beim 2:1 gegen Nordirland in der 54. Spielminute für Rafael Gordillo eingewechselt. Im abschließenden Vorrundenspiel gegen Algerien stand Calderé in der Startelf und erzielte beim 3:0-Sieg die ersten beiden Treffer für die Spanier, die sich damit als Gruppenzweiter für das Achtelfinale qualifizierten. Nach dem Spiel wurde Calderé bei der Dopingkontrolle positiv getestet. Er war wegen einer Durchfallerkrankung einige Tage vor dem Spiel mit einem Antibiotikum behandelt worden, in dem das auf der Dopingliste aufgeführte Aufputschmittel Ephedrin enthalten war. Nach Intervention des spanischen Verbandes und der Zahlung einer Geldstrafe von 25.000 Schweizer Franken entging Calderé jedoch einer Sperre. Beim 5:1 im Achtelfinale gegen Dänemark sowie im Viertelfinalspiel gegen Belgien, das Spanien nach Elfmeterschießen verlor, kam Calderé über die volle Spielzeit zum Einsatz.
Sein letztes von 18 Länderspielen, in denen er sieben Tore erzielte, bestritt Calderé am 1. Juni 1988, neun Tage vor Beginn der  Europameisterschaft 1988 in Deutschland beim 1:3 im Freundschaftsspiel gegen Schweden. Zwar wurde er in das spanische Aufgebot berufen, kam im Laufe des Turniers, bei dem Spanien nach der Vorrunde ausschied, jedoch nicht zum Einsatz.

### Trainerkarriere
Nach dem Ende seiner Spielerkarriere 1993 war Calderé zunächst Assistenztrainer bei verschiedenen unterklassigen Klubs aus dem Raum Barcelona. 1997 übernahm er beim CE Premià seinen ersten Chefposten. Es folgten zahlreiche Engagements bei weiteren Klubs, vornehmlich aus Katalonien. 2010 gewann er mit dem aragonischen Klub CD Teruel die Regionalmeisterschaft der viertklassigen Tercera División. Diesen Erfolg wiederholte er 2015 mit dem CD Castellón. 2022 übernahm er das Traineramt beim Jarabacoa FC in der Liga Mayor Dominicana, der höchsten Spielklasse der Dominikanischen Republik. Zu Beginn der Saison 2023/24 wurde er Trainer des andorranischen Erstligisten UE Santa Coloma.

## Erfolge
- Spanische Meisterschaft: 1985
- U-21-Fußball-Europameisterschaft: 1986
- Copa de la Liga: 1986
- Copa del Rey: 1988